# Asienspiele 2022/Soft Tennis
Bei den Asienspielen 2022 wurden vom 3. bis 7. Oktober 2023 insgesamt fünf Wettbewerbe im Soft Tennis ausgetragen, davon je zwei bei den Männern und bei den Frauen sowie ein Mixed-Doppel. Austragungsort war das Hangzhou Olympic Sports Centre Tennis Centre.

## Bilanz

### Medaillenspiegel
| Platz  | Land              | Gold | Silber | Bronze | Gesamt |
| ------ | ----------------- | ---- | ------ | ------ | ------ |
| 1      | Japan             | 4    | 2      | —      | 6      |
| 2      | Südkorea          | 1    | —      | 4      | 5      |
| 3      | Chinesisch Taipeh | —    | 3      | 2      | 5      |
| 4      | China             | —    | —      | 3      | 3      |
| 5      | Indonesien        | —    | —      | 1      | 1      |
| Gesamt | Gesamt            | 5    | 5      | 10     | 20     |

### Medaillengewinner
Männer
| Disziplin  | Gold                                                                            | Silber                                                                          | Bronze                                                                                                |
| ---------- | ------------------------------------------------------------------------------- | ------------------------------------------------------------------------------- | --- |
| Einzel     | Toshiki Uematsu                                                                 | Chang Yu-sung                                                                   | Yoon Hyoung-wook                                                                                      |
| Einzel     | Toshiki Uematsu                                                                 | Chang Yu-sung                                                                   | Chen Yu-hsun                                                                                          |
| Mannschaft | JapanHayato Funemizu Sora Hirooka Riku Uchida Takafumi Uchimoto Toshiki Uematsu | Chinesisch TaipehChang Yu-sung Chen Po-yi Chen Yu-hsun Lin Wei-chieh Yu Kai-wen | IndonesienMario Harley Alibasa Hemat Bhakti Anugerah Tio Juliandi Hutauruk Fernando Sanger Sunu Wahyu |
| Mannschaft | JapanHayato Funemizu Sora Hirooka Riku Uchida Takafumi Uchimoto Toshiki Uematsu | Chinesisch TaipehChang Yu-sung Chen Po-yi Chen Yu-hsun Lin Wei-chieh Yu Kai-wen | SüdkoreaByung-gook Kim Hyun-soo Kim Tae-min Lee Hyeon-su Yoon Hyoung-wook                             |

Frauen
| Disziplin  | Gold                                                                      | Silber                                                                                    | Bronze                                                               |
| ---------- | ------------------------------------------------------------------------- | ----------------------------------------------------------------------------------------- | -------------------------------------------------------------------- |
| Einzel     | Mun Hye-gyeong                                                            | Noa Takahashi                                                                             | Li Denglin                                                           |
| Einzel     | Mun Hye-gyeong                                                            | Noa Takahashi                                                                             | Ma Yue                                                               |
| Mannschaft | JapanHaruka Kubo Kurumi Onoue Tomomi Shimuta Noa Takahashi Emina Watanabe | Chinesisch TaipehCheng Chu-ling Hsu Chiao-ying Huuang Shih-yuan Kuo Chien-chi Lo Shu-ting | SüdkoreaJi Da-young Ko Eun-ji Lee Min-seon Lim Ji-nah Mun Hye-gyeong |
| Mannschaft | JapanHaruka Kubo Kurumi Onoue Tomomi Shimuta Noa Takahashi Emina Watanabe | Chinesisch TaipehCheng Chu-ling Hsu Chiao-ying Huuang Shih-yuan Kuo Chien-chi Lo Shu-ting | ChinaFu Xiaochen Li Denglin Ma Yue                                   |

Mixed
| Disziplin | Gold                          | Silber                     | Bronze                        |
| --------- | ----------------------------- | -------------------------- | ----------------------------- |
| Doppel    | Noa Takahashi Toshiki Uematsu | Tomomi Shimuta Riku Uchida | Huang Shih-yuan Lin Wei-chieh |
| Doppel    | Noa Takahashi Toshiki Uematsu | Tomomi Shimuta Riku Uchida | Kim Hyun-soo Mun Hye-gyeong   |